# Val di Chy
Val di Chy è un comune italiano sparso di 1 233 abitanti della città metropolitana di Torino, istituito il 1º gennaio 2019 dalla fusione dei comuni di Alice Superiore, Lugnacco e Pecco.

## Geografia antropica
Il comune di Val di Chy comprende i centri abitati di Alice Superiore (sede comunale), Lugnacco e Pecco e le località di Buracco, Chiartano, Cornesco, Gauna, Raghetto e Verna.

## Società

### Evoluzione demografica
Abitanti censiti

## Amministrazione
| Periodo        | Periodo        | Primo cittadino | Partito      | Carica  | Note |
| -------------- | -------------- | --------------- | ------------ | ------- | ---- |
| 27 maggio 2019 | 10 giugno 2024 | Michele Gedda   | lista civica | Sindaco |      |